# 馬瑞馬牧羊犬
馬瑞馬牧羊犬（英語：Maremma Sheepdog），全名為馬瑞馬·阿布魯佐牧羊犬（義大利語：Cane da pastore maremmano abruzzese），一種牲畜守衛品種，起源於義大利中部，特別是托斯卡纳與拉齐奥地區的阿布魯佐（Abruzzo）與馬瑞馬（Maremma）。數個世紀以來，義大利牧人畜養這種狗來保護羊群，免於遭受狼群的攻擊。

## 外觀描述

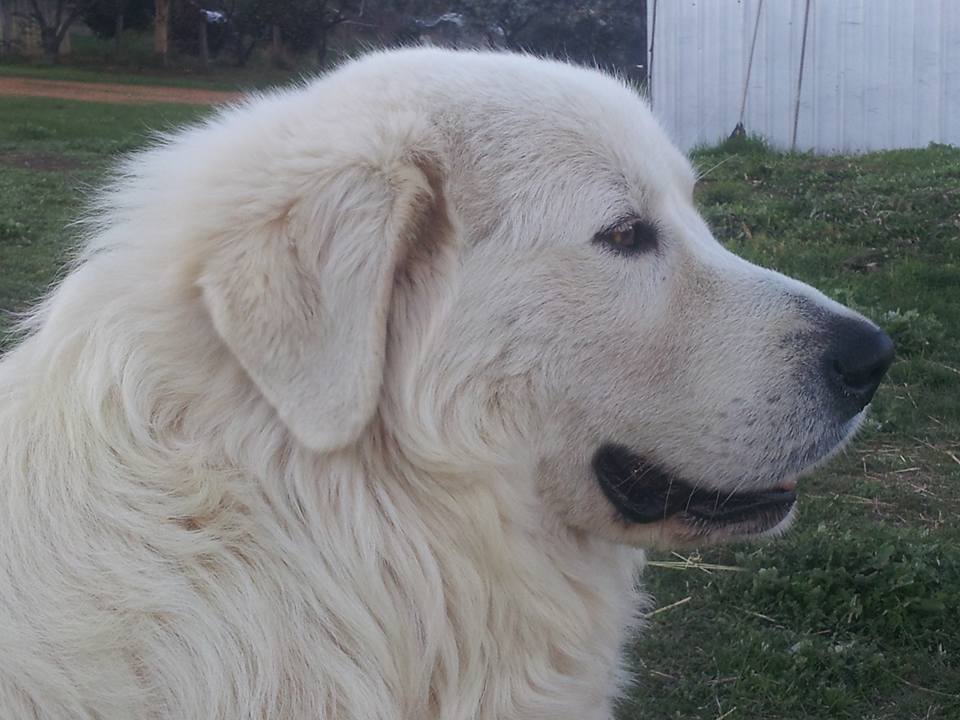
馬瑞馬牧羊犬

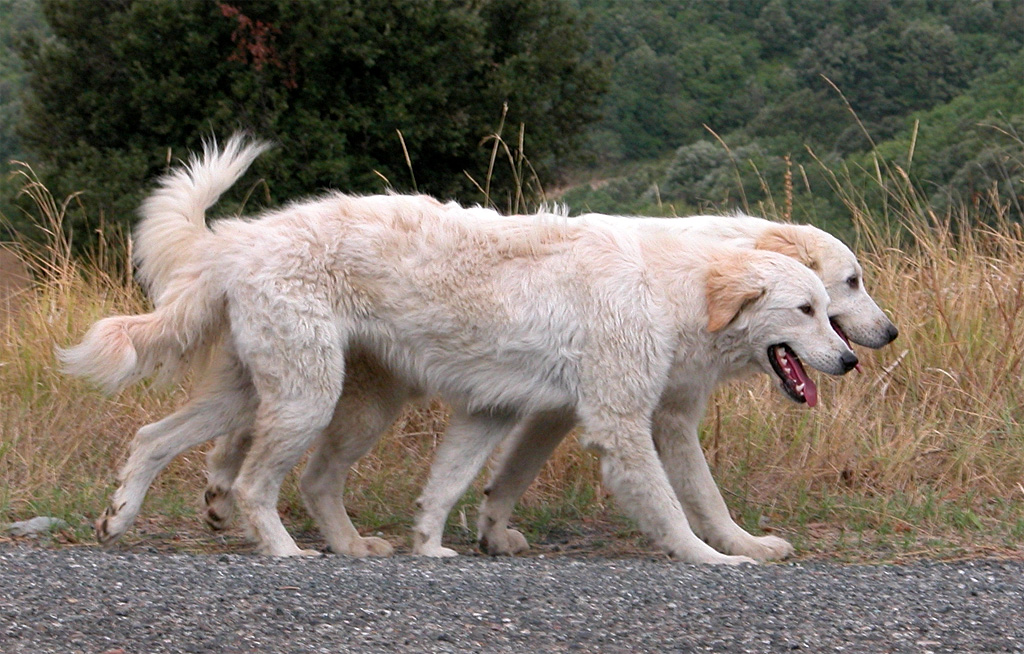
馬瑞馬牧羊犬

馬瑞馬牧羊犬具有高大的身軀，強健的四肢和雪白色的毛皮，屬雙層毛。而此犬種無論是體型或是外型都和出身於庇里牛斯山的庇里牛斯山犬（即大白熊犬）十分相似。

## 歷史
馬瑞馬牧羊犬起源於南歐國家義大利。其祖先為該國的托斯卡納、馬瑞馬以及阿布魯佐不同血緣的牧羊犬，至1850年代以後才統稱為今日的馬瑞馬牧羊犬。
1. 1 2  《超人氣犬種圖鑑 BEST 185》